# Julian Scherner
Julian Scherner (Bagamoyo, 23 settembre 1895 – Niepołomice, 28 aprile 1945) è stato un generale tedesco delle SS.
Durante la seconda guerra mondiale, prestò servizio come SS- und Polizeiführer a Cracovia, nella Polonia occupata dalla Germania.

## Biografia
Nacque il 23 settembre 1895 nella città di Bagamoyo nell'Africa orientale tedesca, dove visse fino all'età di due anni. Frequentò le scuole per cadetti (in tedesco: Kadettenanstalt) a Karlsruhe tra il 1º ottobre 1905 e il 1911 e a Berlino tra il 1911 e il 1914. Fu arruolato nel 114º Reggimento di fanteria tra il 15 marzo 1912 e il 10 agosto 1914. Durante questo periodo, Scherner ottenne il grado di Fähnrich nell'aprile 1914 e poi promosso ufficiale il 5 agosto 1914. Nel 1914 si unì al Reichswehr, prestò servizio durante la prima guerra mondiale come Zugführer, Kompanieführer, comandante di compagnia e capo plotone. Scherner fu ferito alla caviglia e alla testa, fu ricoverato in ospedale tra il 1914 e il 1915. Dopo che fu dimesso dall'ospedale, nel 1915, tornò alla sua unità militare ma fu catturato dai francesi nel maggio 1915. Scherner ricevette la Croce di ferro di seconda classe e il distintivo per feriti, fu dimesso dall'esercito il 30 marzo 1920 con il grado di Oberleutnant.
Dopo essersi ritirato dall'esercito nel 1920, si unì al Freikorps Oberland. Dopo la guerra, Scherner lavorò come impiegato di banca dal 1920 al 1924, poi come commesso fino al 1930 e successivamente come socio in un'attività commerciale fino al 1934.
Scherner sposò Rosita il 1º maggio 1924 da cui ebbe due figli. 

### Carriera nelle SS
Nel 1923, Scherner prese parte al putsch di Monaco dove fu ferito e quindi arrestato. Si unì alle SS il 28 dicembre 1932 di cui divenne ufficiale nel giugno 1934. Comandò il campo di addestramento delle SS a Dachau tra l'ottobre 1937 e il marzo 1940. In seguito si trasferì alla Scuola per ufficiali delle SS a Bad Tölz. Dal settembre 1939 all'11 novembre 1939 fu comandante di reggimento del SS-Gebirgsjäger-Regiment 11 "Reinhard Heydrich". Dall'estate all'inverno del 1940 fu comandante dell'8 Totenkopf-Standarte. In qualità di comandante della guarnigione delle SS di Praga, tra gennaio e settembre 1941, Scherner supervisionò i preparativi per l'istituzione di un campo di addestramento delle Waffen-SS a Beneschau, in Boemia. Il 4 agosto 1941 fu nominato SS- und Polizeiführer a Cracovia.

## Liquidazione del ghetto di Cracovia
Insieme a Richard Wendler, Scherner sostenne l'omicidio e la deportazione degli ebrei come "soluzione alla questione ebraica". Il 28-29 maggio 1942 Scherner iniziò le deportazioni da Cracovia: i battaglioni di polizia al suo comando circondarono il ghetto e annunciarono che tutti gli ebrei avrebbero dovuto registrarsi e che sarebbero stati uccisi se non avessero obbedito. Dopo la deportazione iniziale, nel maggio 1942, Scherner iniziò una vasta campagna di omicidi contro gli ebrei sotto la sua giurisdizione. L'operazione di omicidio attraversò Tarnow, Rzeszow, Debica, Przemsylm Jaroslau Jaslo, Krosno, Nowy Sacz, Novy Targ, Sanok e Miechow. Tarnow diventò il luogo di numerose sparatorie di massa, le cui vittime ammontano a circa 10.000 persone. Nel giugno 1942, furono assassinati 6.000 ebrei del ghetto di Tarnow, tra uomini, donne, bambini oltre a centinaia di bambini orfani.
L'accordo ufficiale per costruire il campo di concentramento di Kraków-Płaszów ci fu nell'autunno del 1942, Scherner nominò gli ufficiali del campo, fu responsabile di importanti questioni del campo e visitò anche personalmente il campo. Nel novembre 1942, Scherner ordinò che tutti gli ebrei in grado di lavorare fossero riuniti nei campi di lavoro. Nel 1943 Scherner diede ordine di isolare ulteriormente gli ebrei lavoratori.
Scherner fu responsabile delle deportazioni nel campo di sterminio di Bełżec, delle sparatorie di massa a Tarnów e di tutte le "evacuazioni" avvenute durante la sua permanenza, inclusa l'operazione Aktion Krakau dove liquidò il ghetto di Cracovia deportando gli abitanti ad Auschwitz.
La sua posizione gli offrì una grande autorità in molte aree, poiché il titolo di SS- und Polizeiführer fu conferito ai membri di alto rango del partito nazista, che riferirono direttamente al vice di Himmler. Come Amon Göth, Scherner fu fin troppo interessato ai beni confiscati dal campo di Kraków-Płaszów. Scherner fu trasferito a Dachau nell'aprile 1944 e comparve davanti a un tribunale delle SS (il temuto Hauptamt SS Gericht) il 16 ottobre 1944. Di conseguenza, Scherner fu degradato da SS-Oberführer der Reserve nelle Waffen-SS a SS-Hauptsturmführer der Reserve e trasferito alla Brigata Dirlewanger (la 36. Waffen-Grenadier-Division der SS) sotto il comando del SS-Oberführer Oskar Dirlewanger.
Fu trovato morto poco prima della fine della guerra in una zona boscosa vicino a Niepołomice, nel sud della Polonia, in circostanze sconosciute.